# トーリ・ヒギンソン
トーリ・ヒギンソン（Torri Higginson、1969年12月6日 - ）は、カナダの女優である。

## 来歴
オンタリオ州バーリントン出身。18歳の時にイギリスへ渡り、ギルドホール音楽演劇学校にて演劇を学んだ。映画・テレビ以外に舞台でも活躍している。

## 主な出演作品

### 映画
- イングリッシュ・ペイシェント The English Patient (1996)
- AIRBORNE エアボーン Airborne (1998)
- キング・オブ・コップ Family of Cops III: Under Suspicion (1999)

### テレビドラマ
- スターゲイト アトランティス Stargate Atlantis（2004年 - ）
- スターゲイト SG-1 Stargate SG-1（2004年 - 2006年）
- 新アウターリミッツ The Outer Limits（1999年）
- NCIS 〜ネイビー犯罪捜査班 Navy NCIS: Naval Criminal Investigative Service（2007年 - 2009年）